# Emoji

El emoji «Cara sonriente», del conjunto Twemoji.

Un emoji o emoyi (en japonés: 絵文字, romanizado: emoji) es un pictograma, logograma, ideograma o smiley, así como jeroglífico o combinación de estos, incrustado en el texto y utilizado en mensajes electrónicos, páginas web y aplicaciones móviles o de escritorio.
Los emojis, que se originaron en los teléfonos móviles japoneses en 1997, se hicieron cada vez más populares en todo el mundo en la década de 2010 tras ser añadidos a varios sistemas operativos móviles. Ahora se consideran una parte esencial de la cultura popular en Occidente y en todo el mundo, siendo su origen en la cultura japonesa. En 2019, Fundéu nombró a todos los emojis en la palabra del año.
Los emojis se identifican también de acuerdo a las características generacionales de los seres humanos, sin embargo también se debe considerar que la pandemia generó un avance importante que logró acelerar la inclusión de los mismos como fuente de transmisión de información.  
Hay un estudio de la Universidad de Minnesota donde se recoge, como según el usuario o incluso la plataforma donde se publica, un emoji idéntico o similar, puede tener diferentes connotaciones o significados, pudiendo llevar a confusión en una comunicación. En la actualidad, es tan amplio su uso que, por ejemplo, han sido fuente de pruebas para la resolución de casos judiciales desde 2004 en los Estados Unidos; en ese país desde el año 2019 los proxenetas los utilizan para emitir órdenes por mensajes directos y han sido presentado como pruebas en las cortes.

## Etimología
El término emoji proviene del japonés y es una palabra compuesta formada por dos partes: e (en japonés: 絵), que significa «dibujo», como en ukiyo-e) y moji (en japonés: 文字), que significa «carácter escrito». En español se alterna la pronunciación de la adaptación gráfica, [emóji], con el sonido original, [emóyi], pero esta última hará que se tenga que escribir la palabra en cursiva o entrecomillada, emoji, o adaptarla al español como emoyi. La palabra 'emoji' (pronunciada [emóji]) está incluida en la actualización 23.4 del Diccionario de la lengua española.
Los emojis no deben ser confundidos con emoticonos. Los emoticonos son formados por signos de puntuación, mientras que los emojis son imágenes que se ponen en los textos.

## Disponibilidad

El emoji de príncipe permite asignarle un color de piel.
Este emoji requiere una combinación de:
🤴 U+1F934 Prince
🏽 U+1F3FD Medium Skin Tone

Aunque originalmente solo se encontraban disponibles en Japón, varios caracteres emoji han sido incorporados al estándar Unicode, permitiendo con esto una amplia disponibilidad. Como resultado de esto, los teléfonos inteligentes como iPhone, Google Nexus , Samsung y Huawei son capaces de mostrar emojis sin requerir ser parte de un operador de telefonía japonés. También se encuentran disponibles en servicios de correo electrónico como Gmail, así como en aplicaciones de mensajería instantánea como WhatsApp, Tango, Messenger, Tango Spotbros, Telegram y Google Chat. Posteriormente, sistemas operativos como Android a partir de la versión Jelly Bean o servicios como Twitter, Instagram y/o Facebook los soportan.

## Historia
En 1995 se incorporó el símbolo del Cimiano entre las opciones de los buscapersonas de Pocket Bell. Aunque podría considerarse el primer emoji, con todo el desarrollo tecnológico, no es fácil determinar exactamente si constituye el primer emoji de todos.
De un diseñador desconocido, el 1 de noviembre de 1997 se presentó el primer conjunto o set de 90 emojis en monocromo para un teléfono, el  J-Phone DP-211 SW de Pioneer, para la compañía japonesa SoftBank. Este hecho, paso bastante desapercibido ya que no contó con éxito de ventas y no fue añadido a los siguientes teléfonos de la gama de teléfonos J-Phone. Estos emojis han influido enormemente en posteriores de la compañía Apple, diseñados para ser compatibles con este grupo de emojis cuando se presentaron en Japón, ya que el primer teléfono iPhone fue una exclusiva de Softbank en 2008. Hasta el 2016, Softbank fue actualizando los emojis, hasta que este mismo año decidió utilizar los publicados para Android 7.0 de Google.
En 1999 se presentó el primer grupo de emojis a color y los primeros en tener cierto éxito y estar disponibles en diferentes teléfonos. De 176 caracteres de 12 x 12 píxeles, estaban diseñados por Shigetaka Kurita miembro del equipo que trabajaba el incipiente i-mode, la plataforma para internet móvil de NTT DoCoMo, la operadora móvil de NTT. Se basaban en símbolos ya existentes en aspectos de la cultura de Japón, como manga y kanji.
Cada cierto tiempo el Consorcio Unicode encargado de su regulación, saca a la luz nuevos emojis. Por ejemplo en 2016 aparecieron hasta más de 72 nuevos símbolos.
En 2019, los emoticonos y emojis se alzaron con la distinción de palabra del año 2019 que otorga Fundéu.

## Modificadores

### Emoji vs. texto
El Unicode define variantes para varios de sus emojis, con el fin de indicar la representación deseada.

Los caracteres de emojis pueden representarse de dos formas:
- una presentación de emoji, con color y posibles animaciones.
- una presentación de texto, generalmente el blanco y negro y estática.

Especificar la presentación deseada se puede hacer con el emoji base mediante U+FE0E VARIATION SELECTOR-15 (VS15) o con texto U+FE0F VARIATION SELECTOR-16 (VS16). Con la versión 15.1 de Unicode (2023), Unicode define unas secuencias de 371 caracteres. Sin embargo, el Consorcio Unicode ha determinado que unificar caracteres de emojis con símbolos textuales puede ser un «error» y decidió hacer nuevos puntos de código para crear nuevas secuencias de presentación.
| U+                   | 2139  | 231B  | 26A0  | 2712  | 2764  | 1F004 | 1F21A |
| por defecto          | texto | emoji | texto | texto | texto | emoji | emoji |
| -------------------- | ----- | ----- | ----- | ----- | ----- | ----- | ----- |
| punto de código base | ℹ     | ⌛    | ⚠     | ✒     | ❤     | 🀄    | 🈚    |
| base+VS15 (texto)    | ℹ     | ⌛︎    | ⚠     | ✒     | ❤     | 🀄︎    | 🈚︎    |
| base+VS16 (emoji)    | ℹ️    | ⌛️    | ⚠️    | ✒️    | ❤️    | 🀄️    | 🈚️    |
| Twemoji              |       |       |       |       |       |       |       |

### Color de piel
Hay 5 modificadores de caracteres en añadidos en Unicode 8.0 para dar colores de piel a los emojis humanos. Estos modificadores se llaman «EMOJI MODIFIER FITZPATRICK TYPE-1-2», -3, -4, -5 y -6 (U+1F3FB–U+1F3FF): 🏻 🏼 🏽 🏾 🏿. Están basados en la escala de Fitzpatrick de clasificación de color humano. Los emojis humanos que no sigan esta norma se mostrarán en su versión genérica con un tono amarillo no realista (■), azul (■) o gris (■). |date=2023-09-05 |first1=Mark |last1=Davis |author-link1=Mark Davis (Unicode) |first2=Ned |last2=Holbrook |institution=Unicode Consortium}}</ref>
En la versión Unicode 15.1, los modificadores Fitzpatrick se pueden utilizar con 131 emojis humanos en 7 bloques: Dingbats, emoticonos, símbolos misceláneos, Símbolos misceláneos y pictogramas, símbolos suplementarios y pictogramas, símbolos y pictogramas extendidos A y Símbolos de mapa y transportes.
La siguiente tabla muestra los caracteres Unicode y las imágenes de código abierto «Twemoji», diseñadas para Twitter:
| Punto de código   | Punto de código | Por defecto | FITZ-1-2 | FITZ-3 | FITZ-4 | FITZ-5 | FITZ-6 |
| ----------------- | --------------- | ----------- | -------- | ------ | ------ | ------ | ------ |
| U+1F9D2: Infantil | Texto           | 🧒          | 🧒🏻       | 🧒🏼     | 🧒🏽     | 🧒🏾     | 🧒🏿     |
| U+1F9D2: Infantil | Imagen          |             |          |        |        |        |        |
| U+1F466: Chico    | Texto           | 👦          | 👦🏻       | 👦🏼     | 👦🏽     | 👦🏾     | 👦🏿     |
| U+1F466: Chico    | Imagen          |             |          |        |        |        |        |
| U+1F467: Chica    | Texto           | 👧          | 👧🏻       | 👧🏼     | 👧🏽     | 👧🏾     | 👧🏿     |
| U+1F467: Chica    | Imagen          |             |          |        |        |        |        |
| U+1F9D1: Adulto   | Texto           | 🧑          | 🧑🏻       | 🧑🏼     | 🧑🏽     | 🧑🏾     | 🧑🏿     |
| U+1F9D1: Adulto   | Imagen          |             |          |        |        |        |        |
| U+1F468: Hombre   | Texto           | 👨          | 👨🏻       | 👨🏼     | 👨🏽     | 👨🏾     | 👨🏿     |
| U+1F468: Hombre   | Imagen          |             |          |        |        |        |        |
| U+1F469: Mujer    | Texto           | 👩          | 👩🏻       | 👩🏼     | 👩🏽     | 👩🏾     | 👩🏿     |
| U+1F469: Mujer    | Imagen          |             |          |        |        |        |        |

## Unicode
La mayoría de emojis aparece en el bloque específico de emojis, especialmente a partir de U+1F300 y U+1F600. Sin embargo otros aparecen dispersos en otros bloques, como en el bloque de Símbolos Misceláneos.
| Lista completa de emojis                                                                                       |    |    |    |    |    |    |    |    |    |    |    |    |    |    |    |    |
| | 0  | 1  | 2  | 3  | 4  | 5  | 6  | 7  | 8  | 9  | A  | B  | C  | D  | E  | F  |
| U+00Ax |    |    |    |    |    |    |    |    |    | ©️ |    |    |    |    | ®️ |    |
| U+203x |    |    |    |    |    |    |    |    |    |    |    |    | ‼️ |    |    |    |
| U+204x |    |    |    |    |    |    |    |    |    | ⁉️ |    |    |    |    |    |    |
| U+212x |    |    | ™️ |    |    |    |    |    |    |    |    |    |    |    |    |    |
| U+213x |    |    |    |    |    |    |    |    |    | ℹ️ |    |    |    |    |    |    |
| U+219x |    |    |    |    | ↔️ | ↕️ | ↖️ | ↗️ | ↘️ | ↙️ |    |    |    |    |    |    |
| U+21Ax |    |    |    |    |    |    |    |    |    | ↩️ | ↪️ |    |    |    |    |    |
| U+231x |    |    |    |    |    |    |    |    |    |    | ⌚️ | ⌛️ |    |    |    |    |
| U+232x |    |    |    |    |    |    |    |    | ⌨️ |    |    |    |    |    |    |    |
| U+23Cx |    |    |    |    |    |    |    |    |    |    |    |    |    |    |    | ⏏️ |
| U+23Ex |    |    |    |    |    |    |    |    |    | ⏩️ | ⏪️ | ⏫️ | ⏬️ | ⏭️ | ⏮️ | ⏯️ |
| U+23Fx | ⏰️ | ⏱️ | ⏲️ | ⏳️ |    |    |    |    | ⏸️ | ⏹️ | ⏺️ |    |    |    |    |    |
| U+24Cx |    |    | Ⓜ️ |    |    |    |    |    |    |    |    |    |    |    |    |    |
| U+25Ax |    |    |    |    |    |    |    |    |    |    | ▪️ | ▫️ |    |    |    |    |
| U+25Bx |    |    |    |    |    |    | ▶️ |    |    |    |    |    |    |    |    |    |
| U+25Cx | ◀️ |    |    |    |    |    |    |    |    |    |    |    |    |    |    |    |
| U+25Fx |    |    |    |    |    |    |    |    |    |    |    | ◻️ | ◼️ | ◽️ | ◾️ |    |
| U+260x | ☀️ | ☁️ | ☂️ | ☃️ | ☄️ |    |    |    |    |    |    |    |    |    | ☎️ |    |
| U+261x |    | ☑️ |    |    | ☔ | ☕️ |    |    | ☘️ |    |    |    |    | ☝️ |    |    |
| U+262x | ☠️ |    | ☢️ | ☣️ |    |    | ☦️ |    |    |    | ☪️ |    |    |    | ☮️ | ☯️ |
| U+263x |    |    |    |    |    |    |    |    | ☸️ | ☹️ | ☺️ |    |    |    |    |    |
| U+264x | ♀️ |    | ♂️ |    |    |    |    |    | ♈️ | ♉️ | ♊️ | ♋️ | ♌️ | ♍️ | ♎️ | ♏️ |
| U+265x | ♐️ | ♑️ | ♒️ | ♓️ |    |    |    |    |    |    |    |    |    |    |    | ♟️ |
| U+266x | ♠️ |    |    | ♣️ |    | ♥️ | ♦️ |    | ♨️ |    |    |    |    |    |    |    |
| U+267x |    |    |    |    |    |    |    |    |    |    |    | ♻️ |    |    | ♾️ | ♿️ |
| U+269x |    |    | ⚒️ | ⚓️ | ⚔️ | ⚕️ | ⚖️ | ⚗️ |    | ⚙️ |    | ⚛️ | ⚜️ |    |    |    |
| U+26Ax | ⚠️ | ⚡️ |    |    |    |    |    | ⚧️ |    |    | ⚪️ | ⚫️ |    |    |    |    |
| U+26Bx | ⚰️ | ⚱️ |    |    |    |    |    |    |    |    |    |    |    | ⚽️ | ⚾️ |    |
| U+26Cx |    |    |    |    | ⛄️ | ⛅️ |    |    | ⛈️ |    |    |    |    |    | ⛎️ | ⛏️ |
| |    |    |    |    |    |    |    |    |    |    |    |    |    |    |    |    |
| | 0  | 1  | 2  | 3  | 4  | 5  | 6  | 7  | 8  | 9  | A  | B  | C  | D  | E  | F  |
| U+26Dx |    | ⛑️ |    | ⛓️ | ⛔️ |    |    |    |    |    |    |    |    |    |    |    |
| U+26Ex |    |    |    |    |    |    |    |    |    | ⛩️ | ⛪️ |    |    |    |    |    |
| U+26Fx | ⛰️ | ⛱️ | ⛲️ | ⛳️ | ⛴️ | ⛵️ |    | ⛷️ | ⛸️ | ⛹️ | ⛺️ |    |    | ⛽️ |    |    |
| U+270x |    |    | ✂️ |    |    | ✅️ |    |    | ✈️ | ✉️ | ✊️ | ✋️ | ✌️ | ✍️ |    | ✏️ |
| U+271x |    |    | ✒️ |    | ✔️ |    | ✖️ |    |    |    |    |    |    | ✝️ |    |    |
| U+272x |    | ✡️ |    |    |    |    |    |    | ✨️ |    |    |    |    |    |    |    |
| U+273x |    |    |    | ✳️ | ✴️ |    |    |    |    |    |    |    |    |    |    |    |
| U+274x |    |    |    |    | ❄️ |    |    | ❇️ |    |    |    |    | ❌️ |    | ❎️ |    |
| U+275x |    |    |    | ❓️ | ❔️ | ❕️ |    | ❗️ |    |    |    |    |    |    |    |    |
| U+276x |    |    |    | ❣️ | ❤️ |    |    |    |    |    |    |    |    |    |    |    |
| U+279x |    |    |    |    |    | ➕️ | ➖️ | ➗️ |    |    |    |    |    |    |    |    |
| U+27Ax |    | ➡️ |    |    |    |    |    |    |    |    |    |    |    |    |    |    |
| U+27Bx | ➰️ |    |    |    |    |    |    |    |    |    |    |    |    |    |    | ➿️ |
| U+293x |    |    |    |    | ⤴️ | ⤵️ |    |    |    |    |    |    |    |    |    |    |
| U+2B0x |    |    |    |    |    | ⬅️ | ⬆️ | ⬇️ |    |    |    |    |    |    |    |    |
| U+2B1x |    |    |    |    |    |    |    |    |    |    |    | ⬛️ | ⬜️ |    |    |    |
| U+2B5x | ⭐️ |    |    |    |    | ⭕️ |    |    |    |    |    |    |    |    |    |    |
| U+303x | 〰️ |    |    |    |    |    |    |    |    |    |    |    |    | 〽️ |    |    |
| U+329x |    |    |    |    |    |    |    | ㊗️ |    | ㊙️ |    |    |    |    |    |    |
| U+1F00x |    |    |    |    | 🀄 |    |    |    |    |    |    |    |    |    |    |    |
| U+1F0Cx |    |    |    |    |    |    |    |    |    |    |    |    |    |    |    | 🃏 |
| U+1F17x | 🅰️ | 🅱️ |    |    |    |    |    |    |    |    |    |    |    |    | 🅾️ | 🅿️ |
| U+1F18x |    |    |    |    |    |    |    |    |    |    |    |    |    |    | 🆎 |    |
| U+1F19x |    | 🆑 | 🆒 | 🆓 | 🆔 | 🆕 | 🆖 | 🆗 | 🆘 | 🆙 | 🆚 |    |    |    |    |    |
| U+1F20x |    | 🈁 | 🈂️ |    |    |    |    |    |    |    |    |    |    |    |    |    |
| U+1F21x |    |    |    |    |    |    |    |    |    |    | 🈚 |    |    |    |    |    |
| U+1F22x |    |    |    |    |    |    |    |    |    |    |    |    |    |    |    | 🈯 |
| U+1F23x |    |    | 🈲 | 🈳 | 🈴 | 🈵 | 🈶 | 🈷️ | 🈸 | 🈹 | 🈺 |    |    |    |    |    |
| U+1F25x | 🉐 | 🉑 |    |    |    |    |    |    |    |    |    |    |    |    |    |    |
| |    |    |    |    |    |    |    |    |    |    |    |    |    |    |    |    |
| | 0  | 1  | 2  | 3  | 4  | 5  | 6  | 7  | 8  | 9  | A  | B  | C  | D  | E  | F  |
| U+1F30x | 🌀 | 🌁 | 🌂 | 🌃 | 🌄 | 🌅 | 🌆 | 🌇 | 🌈 | 🌉 | 🌊 | 🌋 | 🌌 | 🌍 | 🌎 | 🌏 |
| U+1F31x | 🌐 | 🌑 | 🌒 | 🌓 | 🌔 | 🌕 | 🌖 | 🌗 | 🌘 | 🌙 | 🌚 | 🌛 | 🌜 | 🌝 | 🌞 | 🌟 |
| U+1F32x | 🌠 | 🌡️ |    |    | 🌤️ | 🌥️ | 🌦️ | 🌧️ | 🌨️ | 🌩️ | 🌪️ | 🌫️ | 🌬️ | 🌭 | 🌮 | 🌯 |
| U+1F33x | 🌰 | 🌱 | 🌲 | 🌳 | 🌴 | 🌵 | 🌶️ | 🌷 | 🌸 | 🌹 | 🌺 | 🌻 | 🌼 | 🌽 | 🌾 | 🌿 |
| U+1F34x | 🍀 | 🍁 | 🍂 | 🍃 | 🍄 | 🍅 | 🍆 | 🍇 | 🍈 | 🍉 | 🍊 | 🍋 | 🍌 | 🍍 | 🍎 | 🍏 |
| U+1F35x | 🍐 | 🍑 | 🍒 | 🍓 | 🍔 | 🍕 | 🍖 | 🍗 | 🍘 | 🍙 | 🍚 | 🍛 | 🍜 | 🍝 | 🍞 | 🍟 |
| U+1F36x | 🍠 | 🍡 | 🍢 | 🍣 | 🍤 | 🍥 | 🍦 | 🍧 | 🍨 | 🍩 | 🍪 | 🍫 | 🍬 | 🍭 | 🍮 | 🍯 |
| U+1F37x | 🍰 | 🍱 | 🍲 | 🍳 | 🍴 | 🍵 | 🍶 | 🍷 | 🍸 | 🍹 | 🍺 | 🍻 | 🍼 | 🍽️ | 🍾 | 🍿 |
| U+1F38x | 🎀 | 🎁 | 🎂 | 🎃 | 🎄 | 🎅 | 🎆 | 🎇 | 🎈 | 🎉 | 🎊 | 🎋 | 🎌 | 🎍 | 🎎 | 🎏 |
| U+1F39x | 🎐 | 🎑 | 🎒 | 🎓 |    |    | 🎖️ | 🎗️ |    | 🎙️ | 🎚️ | 🎛️ |    |    | 🎞️ | 🎟️ |
| U+1F3Ax | 🎠 | 🎡 | 🎢 | 🎣 | 🎤 | 🎥 | 🎦 | 🎧 | 🎨 | 🎩 | 🎪 | 🎫 | 🎬 | 🎭 | 🎮 | 🎯 |
| U+1F3Bx | 🎰 | 🎱 | 🎲 | 🎳 | 🎴 | 🎵 | 🎶 | 🎷 | 🎸 | 🎹 | 🎺 | 🎻 | 🎼 | 🎽 | 🎾 | 🎿 |
| U+1F3Cx | 🏀 | 🏁 | 🏂 | 🏃 | 🏄 | 🏅 | 🏆 | 🏇 | 🏈 | 🏉 | 🏊 | 🏋️ | 🏌️ | 🏍️ | 🏎️ | 🏏 |
| U+1F3Dx | 🏐 | 🏑 | 🏒 | 🏓 | 🏔️ | 🏕️ | 🏖️ | 🏗️ | 🏘️ | 🏙️ | 🏚️ | 🏛️ | 🏜️ | 🏝️ | 🏞️ | 🏟️ |
| U+1F3Ex | 🏠 | 🏡 | 🏢 | 🏣 | 🏤 | 🏥 | 🏦 | 🏧 | 🏨 | 🏩 | 🏪 | 🏫 | 🏬 | 🏭 | 🏮 | 🏯 |
| U+1F3Fx | 🏰 |    |    | 🏳️ | 🏴 | 🏵️ |    | 🏷️ | 🏸 | 🏹 | 🏺 | 🏻   | 🏼   | 🏽   | 🏾   | 🏿   |
| U+1F40x | 🐀 | 🐁 | 🐂 | 🐃 | 🐄 | 🐅 | 🐆 | 🐇 | 🐈 | 🐉 | 🐊 | 🐋 | 🐌 | 🐍 | 🐎 | 🐏 |
| U+1F41x | 🐐 | 🐑 | 🐒 | 🐓 | 🐔 | 🐕 | 🐖 | 🐗 | 🐘 | 🐙 | 🐚 | 🐛 | 🐜 | 🐝 | 🐞 | 🐟 |
| U+1F42x | 🐠 | 🐡 | 🐢 | 🐣 | 🐤 | 🐥 | 🐦 | 🐧 | 🐨 | 🐩 | 🐪 | 🐫 | 🐬 | 🐭 | 🐮 | 🐯 |
| U+1F43x | 🐰 | 🐱 | 🐲 | 🐳 | 🐴 | 🐵 | 🐶 | 🐷 | 🐸 | 🐹 | 🐺 | 🐻 | 🐼 | 🐽 | 🐾 | 🐿️ |
| U+1F44x | 👀 | 👁️ | 👂 | 👃 | 👄 | 👅 | 👆 | 👇 | 👈 | 👉 | 👊 | 👋 | 👌 | 👍 | 👎 | 👏 |
| U+1F45x | 👐 | 👑 | 👒 | 👓 | 👔 | 👕 | 👖 | 👗 | 👘 | 👙 | 👚 | 👛 | 👜 | 👝 | 👞 | 👟 |
| U+1F46x | 👠 | 👡 | 👢 | 👣 | 👤 | 👥 | 👦 | 👧 | 👨 | 👩 | 👪 | 👫 | 👬 | 👭 | 👮 | 👯 |
| U+1F47x | 👰 | 👱 | 👲 | 👳 | 👴 | 👵 | 👶 | 👷 | 👸 | 👹 | 👺 | 👻 | 👼 | 👽 | 👾 | 👿 |
| U+1F48x | 💀 | 💁 | 💂 | 💃 | 💄 | 💅 | 💆 | 💇 | 💈 | 💉 | 💊 | 💋 | 💌 | 💍 | 💎 | 💏 |
| U+1F49x | 💐 | 💑 | 💒 | 💓 | 💔 | 💕 | 💖 | 💗 | 💘 | 💙 | 💚 | 💛 | 💜 | 💝 | 💞 | 💟 |
| U+1F4Ax | 💠 | 💡 | 💢 | 💣 | 💤 | 💥 | 💦 | 💧 | 💨 | 💩 | 💪 | 💫 | 💬 | 💭 | 💮 | 💯 |
| U+1F4Bx | 💰 | 💱 | 💲 | 💳 | 💴 | 💵 | 💶 | 💷 | 💸 | 💹 | 💺 | 💻 | 💼 | 💽 | 💾 | 💿 |
| U+1F4Cx | 📀 | 📁 | 📂 | 📃 | 📄 | 📅 | 📆 | 📇 | 📈 | 📉 | 📊 | 📋 | 📌 | 📍 | 📎 | 📏 |
| |    |    |    |    |    |    |    |    |    |    |    |    |    |    |    |    |
| | 0  | 1  | 2  | 3  | 4  | 5  | 6  | 7  | 8  | 9  | A  | B  | C  | D  | E  | F  |
| U+1F4Dx | 📐 | 📑 | 📒 | 📓 | 📔 | 📕 | 📖 | 📗 | 📘 | 📙 | 📚 | 📛 | 📜 | 📝 | 📞 | 📟 |
| U+1F4Ex | 📠 | 📡 | 📢 | 📣 | 📤 | 📥 | 📦 | 📧 | 📨 | 📩 | 📪 | 📫 | 📬 | 📭 | 📮 | 📯 |
| U+1F4Fx | 📰 | 📱 | 📲 | 📳 | 📴 | 📵 | 📶 | 📷 | 📸 | 📹 | 📺 | 📻 | 📼 | 📽️ |    | 📿 |
| U+1F50x | 🔀 | 🔁 | 🔂 | 🔃 | 🔄 | 🔅 | 🔆 | 🔇 | 🔈 | 🔉 | 🔊 | 🔋 | 🔌 | 🔍 | 🔎 | 🔏 |
| U+1F51x | 🔐 | 🔑 | 🔒 | 🔓 | 🔔 | 🔕 | 🔖 | 🔗 | 🔘 | 🔙 | 🔚 | 🔛 | 🔜 | 🔝 | 🔞 | 🔟 |
| U+1F52x | 🔠 | 🔡 | 🔢 | 🔣 | 🔤 | 🔥 | 🔦 | 🔧 | 🔨 | 🔩 | 🔪 | 🔫 | 🔬 | 🔭 | 🔮 | 🔯 |
| U+1F53x | 🔰 | 🔱 | 🔲 | 🔳 | 🔴 | 🔵 | 🔶 | 🔷 | 🔸 | 🔹 | 🔺 | 🔻 | 🔼 | 🔽 |    |    |
| U+1F54x |    |    |    |    |    |    |    |    |    | 🕉️ | 🕊️ | 🕋 | 🕌 | 🕍 | 🕎 |    |
| U+1F55x | 🕐 | 🕑 | 🕒 | 🕓 | 🕔 | 🕕 | 🕖 | 🕗 | 🕘 | 🕙 | 🕚 | 🕛 | 🕜 | 🕝 | 🕞 | 🕟 |
| U+1F56x | 🕠 | 🕡 | 🕢 | 🕣 | 🕤 | 🕥 | 🕦 | 🕧 |    |    |    |    |    |    |    | 🕯️ |
| U+1F57x | 🕰️ |    |    | 🕳️ | 🕴️ | 🕵️ | 🕶️ | 🕷️ | 🕸️ | 🕹️ | 🕺 |    |    |    |    |    |
| U+1F58x |    |    |    |    |    |    |    | 🖇️ |    |    | 🖊️ | 🖋️ | 🖌️ | 🖍️ |    |    |
| U+1F59x | 🖐️ |    |    |    |    | 🖕 | 🖖 |    |    |    |    |    |    |    |    |    |
| U+1F5Ax |    |    |    |    | 🖤 | 🖥️ |    |    | 🖨️ |    |    |    |    |    |    |    |
| U+1F5Bx |    | 🖱️ | 🖲️ |    |    |    |    |    |    |    |    |    | 🖼️ |    |    |    |
| U+1F5Cx |    |    | 🗂️ | 🗃️ | 🗄️ |    |    |    |    |    |    |    |    |    |    |    |
| U+1F5Dx |    | 🗑️ | 🗒️ | 🗓️ |    |    |    |    |    |    |    |    | 🗜️ | 🗝️ | 🗞️ |    |
| U+1F5Ex |    | 🗡️ |    | 🗣️ |    |    |    |    | 🗨️ |    |    |    |    |    |    | 🗯️ |
| U+1F5Fx |    |    |    | 🗳️ |    |    |    |    |    |    | 🗺  | 🗻 | 🗼 | 🗽 | 🗾 | 🗿 |
| U+1F60x | 😀 | 😁 | 😂 | 😃 | 😄 | 😅 | 😆 | 😇 | 😈 | 😉 | 😊 | 😋 | 😌 | 😍 | 😎 | 😏 |
| U+1F61x | 😐 | 😑 | 😒 | 😓 | 😔 | 😕 | 😖 | 😗 | 😘 | 😙 | 😚 | 😛 | 😜 | 😝 | 😞 | 😟 |
| U+1F62x | 😠 | 😡 | 😢 | 😣 | 😤 | 😥 | 😦 | 😧 | 😨 | 😩 | 😪 | 😫 | 😬 | 😭 | 😮 | 😯 |
| U+1F63x | 😰 | 😱 | 😲 | 😳 | 😴 | 😵 | 😶 | 😷 | 😸 | 😹 | 😺 | 😻 | 😼 | 😽 | 😾 | 😿 |
| U+1F64x | 🙀 | 🙁 | 🙂 | 🙃 | 🙄 | 🙅 | 🙆 | 🙇 | 🙈 | 🙉 | 🙊 | 🙋 | 🙌 | 🙍 | 🙎 | 🙏 |
| U+1F68x | 🚀 | 🚁 | 🚂 | 🚃 | 🚄 | 🚅 | 🚆 | 🚇 | 🚈 | 🚉 | 🚊 | 🚋 | 🚌 | 🚍 | 🚎 | 🚏 |
| U+1F69x | 🚐 | 🚑 | 🚒 | 🚓 | 🚔 | 🚕 | 🚖 | 🚗 | 🚘 | 🚙 | 🚚 | 🚛 | 🚜 | 🚝 | 🚞 | 🚟 |
| U+1F6Ax | 🚠 | 🚡 | 🚢 | 🚣 | 🚤 | 🚥 | 🚦 | 🚧 | 🚨 | 🚩 | 🚪 | 🚫 | 🚬 | 🚭 | 🚮 | 🚯 |
| U+1F6Bx | 🚰 | 🚱 | 🚲 | 🚳 | 🚴 | 🚵 | 🚶 | 🚷 | 🚸 | 🚹 | 🚺 | 🚻 | 🚼 | 🚽 | 🚾 | 🚿 |
| U+1F6Cx | 🛀 | 🛁 | 🛂 | 🛃 | 🛄 | 🛅 |    |    |    |    |    | 🛋️ | 🛌 | 🛍️ | 🛎️ | 🛏️ |
| |    |    |    |    |    |    |    |    |    |    |    |    |    |    |    |    |
| | 0  | 1  | 2  | 3  | 4  | 5  | 6  | 7  | 8  | 9  | A  | B  | C  | D  | E  | F  |
| U+1F6Dx | 🛐 | 🛑 | 🛒 |    |    | 🛕 | 🛖 | 🛗 |    |    |    |    |    |    |    |    |
| U+1F6Ex | 🛠️ | 🛡️ | 🛢️ | 🛣️ | 🛤️ | 🛥️ |    |    |    | 🛩️ |    | 🛫 | 🛬 |    |    |    |
| U+1F6Fx | 🛰️ |    |    | 🛳️ | 🛴 | 🛵 | 🛶 | 🛷 | 🛸 | 🛹 | 🛺 | 🛻 | 🛼 |    |    |    |
| U+1F7Ex | 🟠 | 🟡 | 🟢 | 🟣 | 🟤 | 🟥 | 🟦 | 🟧 | 🟨 | 🟩 | 🟪 | 🟫 |    |    |    |    |
| U+1F90x |    |    |    |    |    |    |    |    |    |    |    |    | 🤌 | 🤍 | 🤎 | 🤏 |
| U+1F91x | 🤐 | 🤑 | 🤒 | 🤓 | 🤔 | 🤕 | 🤖 | 🤗 | 🤘 | 🤙 | 🤚 | 🤛 | 🤜 | 🤝 | 🤞 | 🤟 |
| U+1F92x | 🤠 | 🤡 | 🤢 | 🤣 | 🤤 | 🤥 | 🤦 | 🤧 | 🤨 | 🤩 | 🤪 | 🤫 | 🤬 | 🤭 | 🤮 | 🤯 |
| U+1F93x | 🤰 | 🤱 | 🤲 | 🤳 | 🤴 | 🤵 | 🤶 | 🤷 | 🤸 | 🤹 | 🤺 |    | 🤼 | 🤽 | 🤾 | 🤿 |
| U+1F94x | 🥀 | 🥁 | 🥂 | 🥃 | 🥄 | 🥅 |    | 🥇 | 🥈 | 🥉 | 🥊 | 🥋 | 🥌 | 🥍 | 🥎 | 🥏 |
| U+1F95x | 🥐 | 🥑 | 🥒 | 🥓 | 🥔 | 🥕 | 🥖 | 🥗 | 🥘 | 🥙 | 🥚 | 🥛 | 🥜 | 🥝 | 🥞 | 🥟 |
| U+1F96x | 🥠 | 🥡 | 🥢 | 🥣 | 🥤 | 🥥 | 🥦 | 🥧 | 🥨 | 🥩 | 🥪 | 🥫 | 🥬 | 🥭 | 🥮 | 🥯 |
| U+1F97x | 🥰 | 🥱 | 🥲 | 🥳 | 🥴 | 🥵 | 🥶 | 🥷 | 🥸 |    | 🥺 | 🥻 | 🥼 | 🥽 | 🥾 | 🥿 |
| U+1F98x | 🦀 | 🦁 | 🦂 | 🦃 | 🦄 | 🦅 | 🦆 | 🦇 | 🦈 | 🦉 | 🦊 | 🦋 | 🦌 | 🦍 | 🦎 | 🦏 |
| U+1F99x | 🦐 | 🦑 | 🦒 | 🦓 | 🦔 | 🦕 | 🦖 | 🦗 | 🦘 | 🦙 | 🦚 | 🦛 | 🦜 | 🦝 | 🦞 | 🦟 |
| U+1F9Ax | 🦠 | 🦡 | 🦢 | 🦣 | 🦤 | 🦥 | 🦦 | 🦧 | 🦨 | 🦩 | 🦪 | 🦫 | 🦬 | 🦭 | 🦮 | 🦯 |
| U+1F9Bx | 🦰 | 🦱 | 🦲 | 🦳 | 🦴 | 🦵 | 🦶 | 🦷 | 🦸 | 🦹 | 🦺 | 🦻 | 🦼 | 🦽 | 🦾 | 🦿 |
| U+1F9Cx | 🧀 | 🧁 | 🧂 | 🧃 | 🧄 | 🧅 | 🧆 | 🧇 | 🧈 | 🧉 | 🧊 | 🧋 |    | 🧍 | 🧎 | 🧏 |
| U+1F9Dx | 🧐 | 🧑 | 🧒 | 🧓 | 🧔 | 🧕 | 🧖 | 🧗 | 🧘 | 🧙 | 🧚 | 🧛 | 🧜 | 🧝 | 🧞 | 🧟 |
| U+1F9Ex | 🧠 | 🧡 | 🧢 | 🧣 | 🧤 | 🧥 | 🧦 | 🧧 | 🧨 | 🧩 | 🧪 | 🧫 | 🧬 | 🧭 | 🧮 | 🧯 |
| U+1F9Fx | 🧰 | 🧱 | 🧲 | 🧳 | 🧴 | 🧵 | 🧶 | 🧷 | 🧸 | 🧹 | 🧺 | 🧻 | 🧼 | 🧽 | 🧾 | 🧿 |
| U+1FA7x | 🩰 | 🩱 | 🩲 | 🩳 | 🩴 |    |    |    | 🩸 | 🩹 | 🩺 | 🩻 | 🩼 |    |    |    |
| U+1FA8x | 🪀 | 🪁 | 🪂 | 🪃 | 🪄 | 🪅 | 🪆 |    |    |    |    |    |    |    |    |    |
| U+1FA9x | 🪐 | 🪑 | 🪒 | 🪓 | 🪔 | 🪕 | 🪖 | 🪗 | 🪘 | 🪙 | 🪚 | 🪛 | 🪜 | 🪝 | 🪞 | 🪟 |
| U+1FAAx | 🪠 | 🪡 | 🪢 | 🪣 | 🪤 | 🪥 | 🪦 | 🪧 | 🪨 | 🪩 | 🪪 | 🪫 | 🪬 |    |    |    |
| U+1FABx | 🪰 | 🪱 | 🪲 | 🪳 | 🪴 | 🪵 | 🪶 | 🪷 | 🪸 | 🪹 | 🪺 |    |    |    |    |    |
| U+1FACx | 🫀 | 🫁 | 🫂 | 🫃 | 🫄 | 🫅 |    |    |    |    |    |    |    |    |    |    |
| U+1FADx | 🫐 | 🫑 | 🫒 | 🫓 | 🫔 | 🫕 | 🫖 | 🫗 | 🫘 | 🫙 |    |    |    |    |    |    |
| U+1FAEx | 🫠 | 🫡 | 🫢 | 🫣 | 🫤 | 🫥 | 🫦 | 🫧 |    |    |    |    |    |    |    |    |
| U+1FAFx | 🫰 | 🫱 | 🫲 | 🫳 | 🫴 | 🫵 | 🫶 |    |    |    |    |    |    |    |    |    |
| | 0  | 1  | 2  | 3  | 4  | 5  | 6  | 7  | 8  | 9  | A  | B  | C  | D  | E  | F  |
| Notas Desde la versión Unicode 14.0 Las áreas grises indican segmentos no asignados o no definidos como emojis |    |    |    |    |    |    |    |    |    |    |    |    |    |    |    |    |